# Okres Nidzica
Okres Nidzica (polsky Powiat nidzicki) je okres v polském Varmijsko-mazurském vojvodství. Rozlohu má 960,7 km² a v roce 2019 zde žilo 32 857 obyvatel. Sídlem správy okresu je město Nidzica.

## Gminy
Městsko-vesnická:
- Nidzica

Vesnické:
- Janowiec Kościelny
- Janowo
- Kozłowo

## Město
- Nidzica

## Sousední okresy
| Růžice kompasu | Ostróda   | Olsztyn       | Olsztyn, Szczytno | Růžice kompasu |
| Růžice kompasu | Działdowo | Sever         | Szczytno          | Růžice kompasu |
| Růžice kompasu | Działdowo | Okres Nidzica | Szczytno          | Růžice kompasu |
| Růžice kompasu | Działdowo | Jih           | Szczytno          | Růžice kompasu |
| Růžice kompasu | Działdowo | Mława         | Przasnysz         | Růžice kompasu |